# The Voyeurs
The Voyeurs è un film del 2021 scritto e diretto da Michael Mohan.

## Trama
Pippa e Thomas sono una coppia che si è appena trasferita in un grande appartamento di Montreal. Le loro finestre affacciano sull'appartamento del palazzo di fronte dove vivono i dirimpettai Seb e Julia. Una sera Pippa e Thomas si mettono a spiare dalla finestra Seb mentre sta avendo un rapporto sessuale con una ragazza diversa da Julia; i due a loro volta praticano lo stesso mentre continuano a osservare i vicini. Thomas tuttavia inizia a infastidirsi e chiede a Pippa di smettere di spiare. Pippa continua nel suo intento e scopre che Seb è un fotografo il quale approfitta delle giovani ragazze che posano nude per lui, il tutto mentre Julia non c'è. Una mattina Pippa incontra Julia nello studio oculistico dove lavora per una visita di controllo e le due diventano amiche. Pippa sa che Seb non le è fedele e decide di aiutare Julia, anche se Thomas non vuole che la sua ragazza si intrometta nella vita privata degli altri.
I due una notte vedono Seb mentre regge il corpo di Julia, apparentemente suicidatasi dopo che Pippa, riuscita a interfacciarsi con la stampante dei vicini, le aveva fatto scoprire la vita segreta del suo compagno rivelandole che nel cestino del bagno avrebbe trovato un preservativo usato da Seb. Thomas si rende conto della gravità della situazione e decide di andarsene, non volendo essere coinvolto.
Qualche sera dopo, Pippa, triste per la momentanea rottura con Thomas, va in un bar dove incontra Seb. I due parlano e bevono qualcosa assieme, poi decidono di recarsi nell'appartamento del fotografo dove hanno un rapporto sessuale. Nel mentre, Thomas rincasa con un mazzo di rose e assiste dal suo appartamento al tradimento della sua compagna. La mattina seguente Pippa rientra nella propria abitazione e vi trova Thomas impiccato.
Qualche giorno dopo, Pippa decide, nonostante tutto, di andare alla mostra di quadri e fotografie di Seb. Qui non solo scopre che Julia è ancora viva, ma si rende conto anche che le fotografie esposte raffigurano lei e Thomas mentre spiano la vita di Seb.
Insomma, Pippa e Thomas sono stati spiati a loro volta mentre loro spiavano. Pippa scappa e rientra in casa in lacrime. Grazie alla presenza di passeri morti sul proprio davanzale, trova una bevanda avvelenata e capisce che Thomas in realtà non si è suicidato, ma è stato ucciso da Julia che lo aspettava mentre quella sera Seb stava facendo sesso con Pippa.
Quest'ultima si vendica mandando ai due assassini una bottiglia di vino pregiato a nome di un ammiratore, vino che risulterà essere drogato. Dopo un inseguimento e una breve colluttazione, Pippa porta i due nello studio oculistico in cui lavora, dove il narcotico fa effetto e la coppia perde i sensi. Qui compie un intervento agli occhi dei due schiarendo la cornea e rendendoli ciechi permanentemente.

## Produzione

### Sviluppo
Nel settembre del 2019 fu annunciato che Michael Mohan avrebbe diretto un nuovo film sceneggiato dallo stesso Mohan e distribuito da Amazon Studios. Nel novembre dello stesso anno Sydney Sweeney, Justice Smith, Natasha Liu Bordizzo e Ben Hardy si unirono ufficialmente al cast.

### Riprese
Il film è stato girato a Montréal dall'ottobre al dicembre del 2019.

## Distribuzione
The Voyeurs è stato distribuito su Prime Video dal 10 settembre 2021.

## Accoglienza

### Critica
Il film è stato accolto freddamente dalla critica. Sull'aggregatore di recensioni Rotten Tomatoes The Voyeurs ha ottenuto il 46% delle recensioni professionali positive, con un voto medio di 5,7/10 basato su ventisette recensioni. Su Metacritic ha un punteggio di 54 su 100 basato su nove recensioni. Il film è stato paragonato sfavorevolmente a La finestra sul cortile e Omicidio a luci rosse.
Il film contribuì a rinforzare la carriera e il crescente ruolo di nuovo sex symbol per Sydney Sweeney: l'attrice, come già nella serie Euphoria, si fa notare in particolare per le molte scene ad alto contenuto erotico.